# Subdivisões da Letónia

## Condados
A Letônia está dividida em 35 condados (novadi, singular: novads) e 7 cidades independentes (valstspilsētas, singular: valstspilsēta). 7 cidades estão localizadas fora do território do condado, mas 3 cidades fazem parte do condado (Jēkabpils, Ogre, Valmiera)

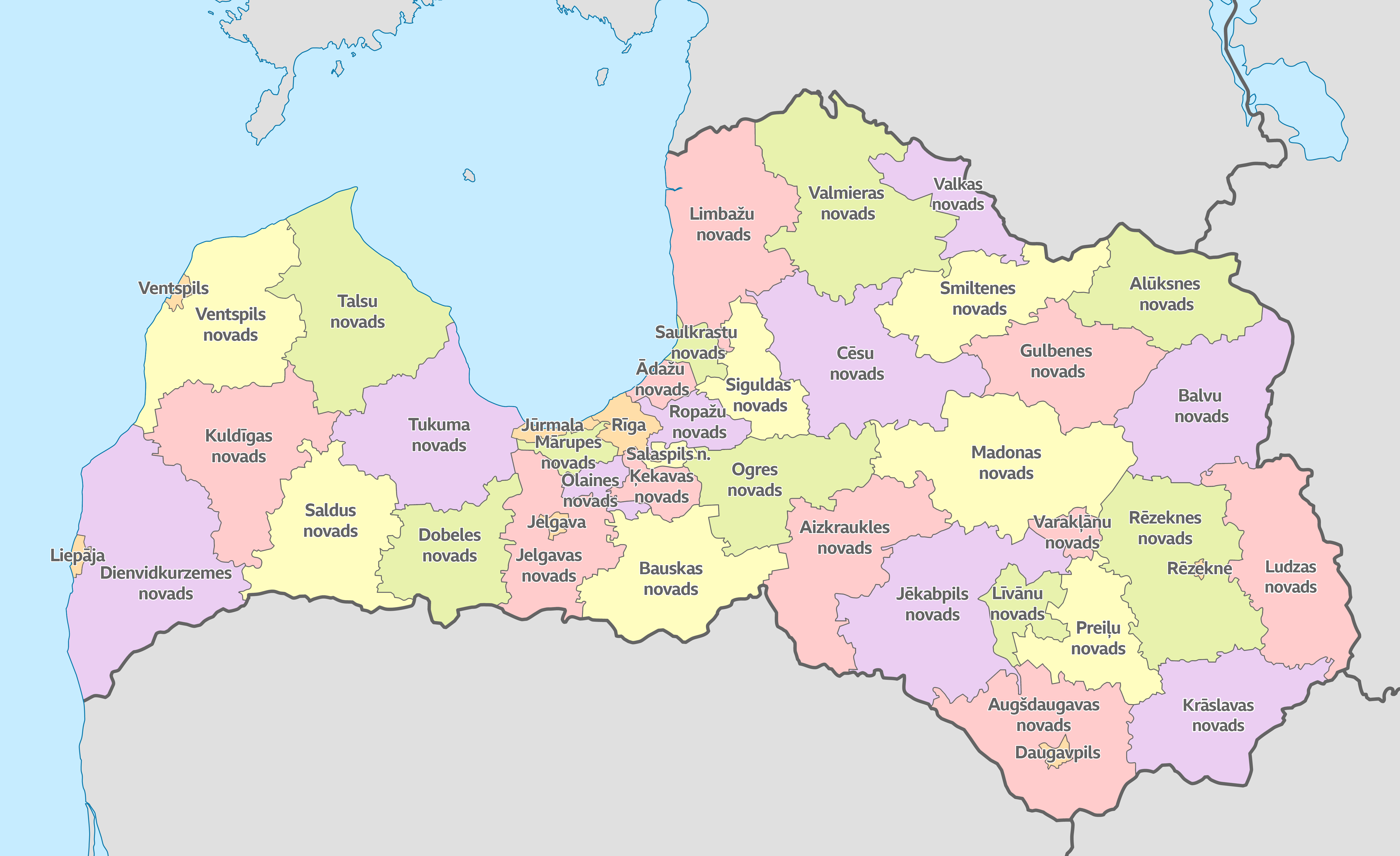
Condados e cidades da Letônia

1. Augšdaugava
2. Aizkraukle
3. Alūksne
4. Ādaži
5. Balvi
6. Bauska
7. Cēsis
8. Curlândia do Sul
9. Daugavpils (cidade)
10. Dobele
11. Gulbene
12. Jēkabpils
13. Jelgava
14. Jelgava (cidade)
15. Jūrmala (cidade)
16. Krāslava
17. Kuldīga
18. Ķekava
19. Liepāja (cidade)
20. Limbaži
21. Līvāni
22. Ludza
23. Madona
24. Mārupe
25. Ogre
26. Olaine
27. Preili
28. Rēzekne
29. Rēzekne (cidade)
30. Rīga (cidade)
31. Ropaži
32. Salaspils
33. Saulkrasti
34. Sigulda
35. Saldus
36. Smiltene
37. Talsi
38. Tukums
39. Valka
40. Valmiera
41. Ventspils
42. Ventspils (cidade)

## Regiões
Estes distritos agrupam-se em 5 regiões sem fins administrativos, criadas para planejamento e coordenação do desenvolvimento regional.
- Curlândia: compreende os distritos de Kuldīga, Liepāja, Saldus, Talsi e Ventspils, e as cidades independentes de Liepāja e Ventspils;
- Lategália: compreende os distritos de Balvi, Daugavpils, Krāslava, Ludza, Preili e Rēzekne, e as cidades independentes de Daugavpils e Rēzekne;
- Livônia: compreende os distritos de Alūksne, Cēsis, Gulbene, Madona, Valka e Valmiera;
- Semigola: compreende os distritos de Aizkraukle, Bauska, Dobele, Jēkabpils e Jelgava, e a cidade independente de Jelgava;
- Riga: compreende os distritos de Limbaži, Ogre, Rīga e Tukums, e as cidades independentes de Jūrmala e Rīga.